# Richard Chaves
Richard John Chaves (* 9. října 1951 Jacksonville, Florida) je americký herec.
Jedná se o veterána vietnamské války, který pomohl napsat kritikou uznávané divadelní drama Tracers (Stopaři). I když hrál v několika filmech, výrazněji se neprosadil. Jeho nejznámější rolí je role Poncha ve sci-fi filmu Predátor. Zde se setkal s Arnoldem Schwarzeneggerem, s Billem Dukem a dokonce i s Van Dammem, který se v Predátorovi však pouze mihl, jak nasedá do vrtulníku. V dalším filmu Svědek se setkal s Harrisonem Fordem. Poté hrál i v méně známých seriálech.